# Provincia de Loroum
Loroum es una de las 45 provincias de Burkina Faso, su capital es Titao.

## Departamentos (población estimada a 1 de julio de 2018)
La provincia está dividida en cuatro departamentos:
- Banh 43,333
- Ouindigui 39,003
- Sollé 25,145
- Titao 92,173